# Rob Cohen
Rob Cohen (sinh ngày 12 tháng 3 năm 1949) là một đạo diễn phim, nhà sản xuất và biên kịch người Mỹ.
Cohen bắt đầu sự nghiệp của mình là nhà sản xuất, trước khi tập trung toàn thời gian làm đạo diễn từ năm 1990, với bộ phim hành động như XXX và Dragon: The Bruce Lee Story, cùng với bộ phim giả tưởng như Dragonheart và Xác ướp: Mộ hoàng đế rồng. Ông là tác giả của nhượng quyền thương mại phim Fast & Furious.

## Thời trẻ
Cohen sinh ra tại Cornwall, New York. Ông theo học Đại học Harvard và tốt nghiệp hạng ưu trong lớp của '71, tập trung ở chuyên ngành giữa nhân học và nghiên cứu thị giác, nỗ lực đầu tiên của anh trong điện ảnh là một bộ phim tuyển sinh thử cho Văn phòng Tuyển sinh của Harvard vào năm 1970, mà đã trở thành luận án tốt nghiệp của mình.
Sau khi tốt nghiệp, Cohen ngay lập tức đi đến Los Angeles để làm biên kịch cho Martin Jurow nhưng sớm bị thất nghiệp khi nhà sản xuất di chuyển ra khỏi bang này.
Sau một thời gian sáu tháng làm người chăm sóc động vật tại Bệnh viện Harvey động vật ở Tây Hollywood để kiếm sống, Cohen đã kiếm được một công việc trợ lý cho Mike Medavoy. 